# Johann Rudolf von Frisching

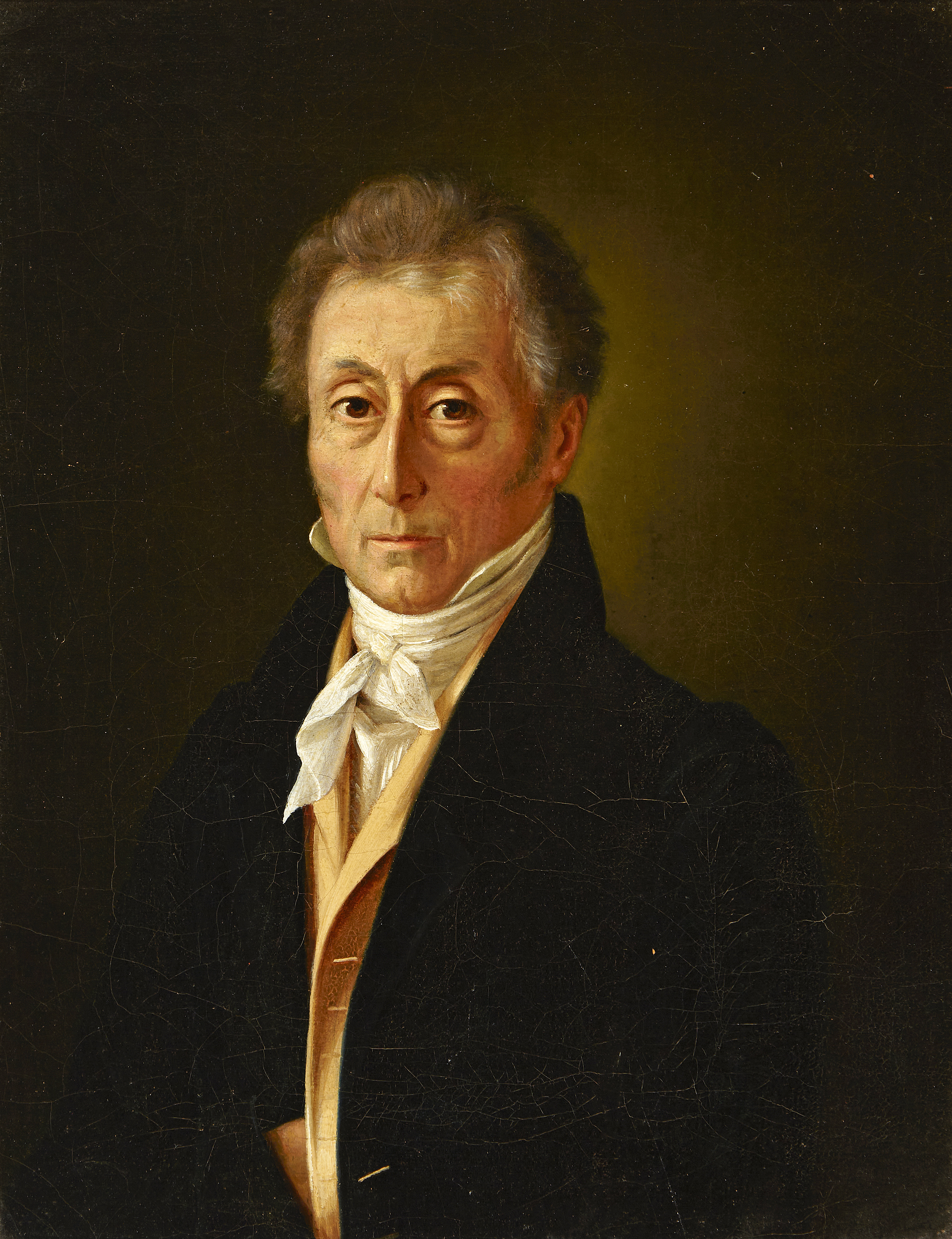
Johann Rudolf von Frisching (um 1820)

Johann Rudolf von Frisching (* 17. August 1761 in Bern; † 5. August 1838 ebenda) war Schweizer Politiker der Helvetischen Republik und Offizier.

## Leben
Johann Rudolf war ein Sohn von Franz Rudolf Frisching, aus der Patrizierfamilie Frisching, und der Anne Madeleine, geborene van Back aus Holland († 1763). Er diente zuerst, wie schon sein Vater, in der Holländischen Schweizergarde. Nachdem er 1795 nach Bern zurückgekehrt war, wurde er Mitglied des Grossen Rats Bern. In der Helvetischen Republik wurde er 1801 in den Senat gewählt, vom 23. November 1801 bis zum 23. Januar 1802 war er zweiter Landammann und vom 23. Januar bis zum 17. April 1802 sass er im Kleinen Rat. 1803 wurde er wiederum in den Grossen Rat gewählt. Frisching gelangte durch Heirat mit Elisabeth Sophie von Frisching (von Rümligen) (1773–1813) in den Besitz des Schlosses Rümligen und des Frischinghauses in Bern. Nach seinem Tod fiel das Anwesen an seine Tochter Alleta Rosina Sophia von Frisching und deren Ehegatten Friedrich Ludwig von Wattenwyl.